# Bibloplectus creek
Bibloplectus creek är en skalbaggsart som beskrevs av Chandler 1990. Bibloplectus creek ingår i släktet Bibloplectus och familjen kortvingar. Inga underarter finns listade i Catalogue of Life.